# Paul Brien
Paul Louis Philippe Brien (Hannuit, 24 mei 1894 – Watermaal-Bosvoorde, 19 februari 1975) was een Belgisch bioloog, hoogleraar en politicus, eerst als militant van de PCB en daarna als lid en voorzitter van het FDF.

## Levensloop

### Carrière als bioloog
Brien studeerde aan de normaalschool van Nijvel en was daarna van 1915 tot 1917 onderwijzer in zijn geboorteplaats Hannuit. Na afloop van de Eerste Wereldoorlog schreef hij zich in aan de ULB om natuurwetenschappen te studeren. Tijdens zijn opleiding was hij gefascineerd door de lessen van Auguste Lameere, die als entomoloog onderzoek deed naar kevers, en in zijn tweede kandidatuur werd Brien leerling-assistent van Lameere. In 1922 promoveerde hij het diploma van doctor in de dierkunde, waarna hij volwaardig assistent werd van Auguste Lameere. In 1926 werd hij docent biologie aan de ULB en in 1928 werd hem ook het vak fysiologie van dieren toevertrouwd. In 1930 werd Brien benoemd tot gewoon hoogleraar aan de ULB, hetgeen hij zou blijven tot aan zijn emeritaat in 1964. Na het emeritaat van Lameere in 1934 gaf hij eveneens de vakken elementen van de dierkunde, vergelijkende anatomie en dierkundige biologie en vanaf 1937 kwam daar ook het vak systematische dierkunde bij. Daarenboven was hij van 1944 tot 1947  decaan van de faculteit wetenschappen van de ULB. 
Hij werd een befaamd bioloog en zoöloog en deed onder meer onderzoek naar de fauna in Brazilië en Belgisch-Congo. Tijdens zijn reizen verzamelde hij een aantal unieke dieren, waarvan een deel werd geschonken aan het Koninklijk Museum voor Midden-Afrika. Brien beschikte over een encyclopedische kennis van zijn vakgebied en was een verdediger van het concept van de epigenese. Als zoöloog was hij gespecialiseerd in de ongewervelden, waarbij de ontwikkeling na het embryostadium, de vorming van de organen en de oorsprong van het kiemplasma analyseerde. Voorts deed hij onderzoek naar sponsdieren en manteldieren. Tussen 1968 en 1974 verscheen al zijn onderzoekswerk over Afrikaanse sponsdieren, waarvan het grootste deel werd opgenomen in het tijdschrift Revue de Zoologie et de Botanique africaines. Ook vloeiden uit zijn cursussen verschillende publicaties voort en publiceerde hij een boek over de geschiedenis van de biologie, bijvoorbeeld over het onderzoek naar de evolutieleer. Als afgevaardigde van de ULB maakte hij tevens deel uit van de nationale commissie van de UNESCO.
Als eerbetoon voor zijn biologisch werk kreeg Brien eredoctoraten aan de Sorbonne, de Universiteit Aix-Marseille, de Universiteit Rijsel I  en de universiteiten van Clermont-Ferrand, Bordeaux I, Dakar, Universiteit van Dijon, Besançon, Rouen en Elisabethville. Ook ontving hij verschillende prijzen en was hij voorzitter en daarna erevoorzitter van de Koninklijke Belgische Vereniging der Natuurkunde.
Daarenboven werd hij op 2 juni 1945 corresponderend lid van de Académie royale des sciences, des lettres et des beaux-arts de Belgique, effectief lid op 8 december 1951 en in 1956 directeur van de klasse Wetenschappen. Hij was tevens lid van de Koninklijke Academie voor Overzeese Wetenschappen en directeur van de klasse natuur- en geneeskundige wetenschappen aan deze academie. Andere functies die hij bekleedde waren die van voorzitter van de Société de Biologie in Brussel, ondervoorzitter van het Nationaal Fonds voor Wetenschappelijk Onderzoek en voorzitter van de commissie biologie van deze instelling en directeur van het Institut Zoologique Torley-Rousseau.

### Politieke carrière
Als overtuigde antifascist was Brien in 1935 medestichter van het Comité de Vigilance des intellectuels antifascistes en werd er voorzitter van. Hij was tevens gewonnen voor de oprichting van een links volksfront om het fascisme in te dijken en werd voorzitter van het Comité du Front populaire. Hierdoor werd hij opgemerkt door de Kommunistische Partij van België, die hem in mei 1936 met de goedkeuring van de socialisten voordroeg als provinciaal senator voor Brabant. Brien had sympathie voor de KPB, maar stond op zijn onafhankelijkheid en weigerde zich aan te sluiten bij de partij. In oktober 1936 verliet hij de Senaat alweer, omdat hij het ambt van parlementslid moeilijk kon combineren met zijn drukke bezigheden als bioloog.
Vanwege zijn antifascistische overtuiging en sympathie voor het communisme werd Brien na de Duitse bezetting van België tijdens de Tweede Wereldoorlog in 1940 geschorst aan de ULB. In februari 1941 kreeg hij de toestemming om opnieuw te doceren, op voorwaarde dat hij zich niet inliet met politiek, maar niet voor lang, aangezien de universiteit kort daarna de deuren moest sluiten. In juni 1942 werd hij opgepakt en ondervraagd door de Gestapo over zijn activiteiten ten gunste van de Spaanse republikeinen en communisten tijdens de Spaanse Burgeroorlog, alsook over zijn vrijmetselaarschap. Hij kwam op borgtocht terug vrij, maar in december dat jaar werd hij als gijzelaar opgesloten in de citadel van Hoei. In februari 1943 werd hij weer op vrije voeten gesteld.
Na de Bevrijding mengde Brien zich in de politiek en sprak hij op verschillende communistische meetings ter gelegenheid van de verkiezingen van februari 1946. In 1945 begaf hij zich naar Moskou om namens de ULB een eredoctoraat te overhandigen aan Jozef Stalin, de leider van de Sovjet-Unie. Brien was een van de intellectuelen die hun steun voor de KPB-PCB uitspraken en de partij zo korte tijd de nodige legitimiteit verschafte, tot de Koude Oorlog de communisten weer in hun vroegere isolement duwde.
Zijn sympathie voor het communisme liet zich ook doorschemeren in zijn biologisch werk. Als aanhanger van het lamarckisme, eerder dan van het darwinisme, toonde hij zich enthousiast over de theorieën van de Sovjet-wetenschapper Trofim Lysenko, die binnen de KPB-PCB veel aanhangers had. Lysenko stelde dat het mogelijk was om, door manipulatie van milieufactoren zoals temperatuur en vochtigheidsgraad, grotere oogsten te verwezenlijken en dat dergelijke ingrepen ook op volgende plantengeneraties konden worden toegepast. Omdat deze theorie regelrecht inging tegen de bestaande leer van de plantengenetica, hield Brien echter een slag om de arm. In het blad van de alumni van de ULB schreef hij in maart 1949 dat de ontdekkingen van Lysenko verder geanalyseerd en geverifieerd zouden worden. Zelfs indien Lysenko's ontdekkingen niet volledig konden worden aangenomen, zouden ze volgens Brien een aanzienlijke bijdrage leveren tot de uitbreiding van de theoretische concepten van de biologie. Brien, die een grote kennis had over genetica, besloot de experimenten van Lysenko over te doen in zijn laboratorium, maar kon de "geniale" resultaten die in de Sovjet-Unie waren geboekt, niet bewijzen. Omdat de KPB-PCB geen kritiek op Lysenko's theorieën wilde horen, verbrak Brien zijn banden met de partij.
Als vurig verdediger van de Franse taal en de Franstalige cultuur was hij eveneens militant van de Waalse Beweging. Van 1945 tot 1949 was hij lid van het Dagelijks bestuur van het Waals Nationaal Congres. Hij ondertekende, met 52 andere academici, de petitie La Wallonie en alerte, die opkwam tegen de minorisering van Wallonië binnen België. Ook kantte hij zich tegen de splitsing van de ULB in een Franstalige en Nederlandstalige afdeling. In 1964 was hij medestichter van het FDF, een partij opgericht ter verdediging van de belangen van de Franstaligen in de Brusselse agglomeratie en de Brusselse Rand, en tot in 1967 was hij er de eerste voorzitter van. Zijn gezondheid liet hem niet toe in te gaan op de vraag om de kieslijst aan te voeren bij de eerstvolgende verkiezingen. Hij werd erevoorzitter van het FDF.

## Publicaties
- La signification biologique de l'éducation, Brussel, 1931
- Pour l'enseignement officiel, Brussel, 1932
- Guide des travaux pratiques de zoologie, faits en candidature en sciences naturelles à l'ULB, Luik, 1942
- Eléments de zoölogie et notions d'anatomie comparée
  - I. Introduction biologique, Luik, 1949
  - II. Les Coelomats hyponeuriens, Luik, 1961
- Le libre examen et la biologie, Brussel, 1963-1964